# Secret of the Incas
Secret of the Incas (bra: O Segredo dos Incas) é um filme de aventura estadunidense de 1954, dirigido por Jerry Hoper e produzido pela Paramount Pictures. Parte das locações foram feitas em Cuzco e em Machu Picchu, no Peru. O filme apresenta números musicais e canção-tema interpretados pela cantora peruana Yma Sumac, que também atua.

## Elenco
- Charlton Heston - Harry Steele
- Robert Young - Stanley Moorhead
- Nicole Maurey - Elena Antonescu
- Thomas Mitchell - Ed Morgan
- Glenda Farrell - Madame Winston
- Yma Sumac - Kori-Tika
- Michael Pate - Pachacutec
- Leon Askin - Anton Marcu
- William Henry - Phillip Lang

## Sinopse
Harry Steele é um guia turístico estadunidense trapaceiro e mentiroso que trabalha no Peru, e achou um fragmento de mapa que pode indicar a localização de um tesouro Inca, conhecido como "Disco do Sol". 
A preciosa relíquia estaria escondida numa antiga tumba nas ruínas da cidade de Machu Picchu. Harry não tem meios de chegar lá, até que percebe uma oportunidade quando conhece a fugitiva romena Elena Antonescu, que lhe pede ajuda para escapar ilegalmente para os Estados Unidos. Harry faz um acordo com ela e ambos fogem em um avião que roubado, com direção ao Peru. 
Quando chegam em Machu Picchu os dois encontram uma expedição arqueológica liderada pelo cientista estadunindese Stanley Moorhead, que esta acompanhado de centenas de nativos que esperam recuperar o "disco do sol", sagrado para eles. Harry não desiste e tenta encontrar o tesouro, mas seus planos são ainda mais atrapalhados quando percebe que fora seguido pelo gângster Ed Morgan, que sabia sobre o mapa dele.

## Influência paraRaiders of the Lost Ark
Muitas cenas de Secret of the Incas trazem notáveis semelhanças com o tom e a estrutura de Raiders of the Lost Ark. O protagonista Harry Steele usa traje parecido com o de "Indiana Jones": jaqueta de couro marrom, chapéu fedora, calças marrom, mochila e revólver. O personagem por vezes aparece com uma barba rala, incomum para a época, e na sequência dentro da tumba um feixe de luz que revela o esconderijo é similar a cena na Sala do Mapa de Raiders of the Lost Ark.
A figurinista de Raiders of the Lost Ark, Deborah Nadoolman Landis, revelou que a inspiração para Indiana Jones fora Harry Steeler, de Secret of the Incas: "Nós assistimos a esse filme junto com a equipe muitas vezes, e sempre achamos estranho que os cineastas não o creditassem mais tarde como inspiração" e brincou que é "quase um quadro a quadro para Raiders of the Lost Ark."

## Adaptação
Em 14 de dezembro de 1954, Charlton Heston e Nicole Maurey reprisaram seus papeis em episódio do programa de rádio Lux Radio Theater.